# For the Kids
...For the Kids was het eerste album van de Gym Class Heroes. Het album kwam uit op 23 december 2001.
Het nummer "Song for Noah" is een hulde aan een klasgenoot en een vriend van Travis die zijn leven verloor door een auto-ongeluk in 1996.

## Tracklist
(alle liedjes zijn geschreven door de Gym Class Heroes)

| Nr. | Titel                       | Duur |
| --- | --------------------------- | ---- |
| 1.  | Thinking Out Loud           | 1:21 |
| 2.  | Food for Mic Skills         | 4:23 |
| 3.  | Oh My God                   | 3:56 |
| 4.  | A Beautiful Day             | 3:39 |
| 5.  | Extra Extra                 | 5:40 |
| 6.  | Crab Apple Kids             | 4:20 |
| 7.  | Happy Little Trees          | 2:07 |
| 8.  | How It Was                  | 2:57 |
| 9.  | Noah                        | 3:59 |
| 10. | This Thing Called Life      | 4:43 |
| 11. | Eighty-Five                 | 4:25 |
| 12. | wejusfreestylin             | 1:29 |
| 13. | Pig Latin                   | 3:51 |
| 14. | Eighty-Five (Sie-One Remix) | 4:08 |
| 15. | Hey Mina                    | 1:55 |